# Barantschinski
Barantschinski (russisch Баранчинский) ist eine ländliche Siedlung in der Oblast Swerdlowsk (Russland) mit 9461 Einwohnern (Stand 14. Oktober 2010).

## Geographie
Die Siedlung liegt an der Ostflanke des Ural, gut 150 km Luftlinie nordnordwestlich der Oblasthauptstadt Jekaterinburg am Flüsschen Barantscha, einem linken Zufluss des Tagil. Südwestlich der Siedlung erheben sich die Vorberge des Ural mit der Tolstaja („Dicker Berg“) auf 594 m.
Barantschinski gehört zum Stadtkreis Kuschwa und liegt 15 km südlich des Zentrums der Stadt Kuschwa.

## Geschichte
Das Flüsschen Barantscha, an dem sich heute die Siedlung befindet, wurde dadurch bekannt, dass es vom Kosaken Jermak Timofejewitsch und seiner Truppe im Mai 1580 mit Flößen befahren wurde, nachdem sie erstmals den Ural überschritten hatte. Damit begann die russische Eroberung Sibiriens.
1747 entstand im Zusammenhang mit der Errichtung eines Eisenwerkes eine Siedlung. Werk und Siedlung wurden nach dem Fluss Barantschinski Sawod („Barantscha-Werk“) genannt. Über viele Jahre wurden im Werk Granaten für die Kaiserlich Russische Armee gefertigt. Zwischenzeitlich wurden Werk und Ort auch Nischne-Barantschinski („Unter-Barantschinski“) genannt, da etwa 10 km flussaufwärts (nordwestlich) ein Werchne-Barantschinski Sawod („Ober-Barantscha-Werk“) entstanden war; dort liegt heute das kleine Dorf Werchnjaja Barantscha.
Während des Ersten Weltkriegs wurde 1916 das Elektromechanische Werk „Volta“ wegen einer möglichen Bedrohung durch die deutsch-russische Front aus Reval nach Barantschinski evakuiert. Nach dem Krieg wurde es mit dem alten Eisenwerk vereinigt. 1928 erhielt der Ort den Status einer Siedlung städtischen Typs, die der Stadt Kuschwa unterstellt wurde.
2004 verlor die Siedlung den städtischen Status im Rahmen der Verwaltungsreform wieder.

### Bevölkerungsentwicklung
| Jahr | Einwohner |
| ---- | --------- |
| 1959 | 13.492    |
| 1970 | 13.738    |
| 1979 | 13.086    |
| 1989 | 13.315    |
| 2002 | 11.153    |
| 2010 | 9.461     |

Anmerkung: Volkszählungsdaten

## Wirtschaft und Infrastruktur
Ortsbildendes Unternehmen ist das Barantschinsker elektromechanische Werk. Daneben gibt es Betriebe der Forstwirtschaft sowie der holzverarbeitenden und Lebensmittelindustrie.
Die Siedlung liegt an der 1878 als erste Bahnstrecke des Ural eröffneten, heute auf diesem Abschnitt zweigleisigen und bereits seit 1935 elektrifizierten Eisenbahnstrecke Perm – Nischni Tagil – Jekaterinburg (Stationsname Barantschinskaja; Streckenkilometer 324). Straßenverbindung besteht in Richtung Kuschwa; dort an die östlich vorbeiführende Regionalstraße R352 Jekaterinbur – Nischni Tagil – Serow.